# Доктор Хто (фільм)
Доктор Хто (англ. Doctor Who) — американсько-британський телефільм 1996 року, продовження британського науково-фантастичного телесеріалу Доктор Хто. Фільм був знятий за співпраці Universal Studios, BBC Films, 20th Century Fox і Fox Broadcasting Company. Прем'єра фільму відбулась 12 травня 1996 року в Канаді, на телеканалі CITV, на 15 днів раніше першого показу на BBC One у Великій Британії. Показ в США відбувся 14 травня на каналі Fox. У деяких країнах протягом обмеженого часу фільм також був у прокаті в кінотеатрах.
Фільм став першою спробою відновити Доктора Хто після призупинення серіалу в 1989 році. Картина повинна була стати пілотним епізодом нового серіалу «Доктор Хто» американського виробництва. Доктор Хто представив Пола МакГанна у ролі Восьмого Доктора у його єдиній появі на телебаченні як персонажа до «Ночі Доктора» у 2013 році (хоча МакГанн зображував Доктора також у різних аудіопостановках). До того ж, стрічка знаменує собою фінальну появу Сильвестра Маккоя в ролі Сьомого Доктора, єдину появу Дафні Ешбрук у ролі супутниці Грейс Холлоуей і Майстра у виконанні Еріка Робертса, хоча з тих пір він з'являвся в аудіодрамах для Big Finish Productions. Незважаючи на високі рейтинги у Сполученому Королівстві, фільм не мав успіху на американському телебаченні, тому замовлення серіалу було скасовано. Пізніше серіал перезапустили на BBC у 2005 році. Єдиними епізодами Доктора Хто між фільмом і новим серіалом були пародія 1999 року «Доктор Хто і прокляття неминучої смерті» та анімація 2003 року «Крик Шалки».
Хоча продюсуванням фільму займатись інші люди, ніж серіалу у 1963—1989 роках, і робили акцент на американських глядачів, продюсери вирішили не створювати «переосмислення» чи  «перезапуск» серіалу, а радше продовження оригінальної розповіді. Зйомки фільму проходили у Ванкувері, Британська Колумбія, це був єдиний епізод Доктора Хто, який знімали в Канаді до епізоду 2020 року «Ніч жаху Ніколи Тесла».

## Сюжет
Фільм розпочинається тим, як Майстра судять на Скаро і визнають винним у безлічі лихих злочинів. Далеки приводять у виконання його смертний вирок. Згідно з останнім бажанням Майстра, його заклятий ворог Доктор повинен доставити його останки на Галіфрей.
Під час польоту на Галіфрей у ТАРДІС Доктор читає «Машину часу» Герберта Уеллса і слухає сентиментальну музику на старому грамофоні. У цей час контейнер з останками Майстра сильно здригається і розкривається, дозволивши розумному примарному змію втекти. Він проникає в управління ТАРДІС і змушує Доктора здійснити аварійну посадку в китайському кварталі Сан-Франциско 30 грудня 1999 року. Як тільки Доктор виходить з ТАРДІС, аби озирнутися, його тут же розстрілює банда, що переслідувала Чанг Лі, молодого американця китайського походження. Лі дзвонить у швидку, і Доктора негайно привозять у найближчу лікарню. На рентгені хірурги виявляють, що у Доктора два серця, але припускають, що на знімку подвійна експозиція. Вони кладуть Доктора під наркоз, щоб витягнути кулі з правого плеча і лівої ноги і стабілізувати його незвичне серцебиття. Кардіолог Грейс Холлоуей починає операцію за допомогою серцевого зонда. Доктор прокидається і намагається зупинити операцію, пояснюючи про своє інопланетне походження, а також говорить Грейс, що йому потрібний берилієвий атомний годинник, але йому вколюють анестетик, і він знову непритомніє. Анатомія Доктора збиває Грейс з пантелику, і вона випадково пошкоджує зондом кровоносну систему Доктора, тим самим вбивши його. Тіло Доктора доставляють до моргу, а Лі краде його майно, включно з ключем від ТАРДІС, і тікає. Тим часом примарний змій, що сховався в машині швидкої допомоги, нападає на водія Брюса, перетворивши його на нове тіло Майстра.
Пізніше вночі тіло Доктора регенерує, і новий Доктор, страждаючи від амнезії, надягає одяг, призначений для новорічної вечірки. Він впізнає Холлоуей, яка звільнилась з лікарні після невдалої операції, і слідує за нею; витягнувши з тіла рештки серцевого зонда, переконує її у тому, що, незважаючи на іншу зовнішність, він той же чоловік, якого вона оперувала раніше.
Тим часом Лі повертається до ТАРДІС з ключем і проникає в машину часу. Майстер незабаром прибуває туди ж. Керуючи розумом Лі, він каже хлопцю, що Доктор викрав у нього ТАРДІС і тіло, яке він хоче повернути. Майстер переконує Лі відкрити Око Гармонії, яке вимагає сканування сітківки ока людини. Коли Око відкривається, Доктор повертає собі пам'ять і розуміє, що Майстер шукає його, тому не розплющує очей, щоб Майстер не зміг їх сканувати і стежити за ними. Також Доктор попереджає Грейс, що, поки Око Гармонії відкрите, тканина реальності ослабне і потенційно знищить Землю до опівночі напередодні Нового Року, якщо вони не зможуть його закрити. Тому йому потрібний атомний годинник. Спочатку Грейс не вірить Доктору, але коли він показує, пройшовши крізь скляні еркери і не розбивши їх, що природа реальності вже змінюється, дівчина погоджується взяти його на відкриття атомного годинника в Інституті технічного прогресу і досліджень Сан-Франциско. Надворі на них чекає машина швидкої допомоги з Майстром та Лі, які пропонують їх підвезти. Доктор не відразу впізнає Майстра, але по дорозі виявляє його справжню особистість. Доктор і Холлоуей тікають і крадуть поліцейський мотоцикл, але Майстер встигає виплюнути на зап'ястя Грейс рідину, схожу на жовч.
В Інституті Доктору і Грейс вдається забрати чіп з атомним годинниковим механізмом, після чого вони повертаються до ТАРДІС. Там Доктор відразу ж встановлює чіп і закриває Око, але з'ясовує, що Око було відкритим протягом дуже довгого часу. Тепер, щоб запобігти знищенню Землі, необхідно повернути час до відкриття Ока. Однак перш ніж Доктору вдається направити енергію в ТАРДІС, Майстер бере під контроль свідомість Грейс, через що її очі стають нелюдськими, і змушує її збити Доктора з ніг. Доктор прокидається, опинившись прикутим над Оком, його очі тримають розплющеними, щоб Майстер зміг забрати решту регенерацій Доктора. Доктор спочатку безуспішно намагається вивести Лі з-під контролю Майстра; проте коли Майстер наказує Лі знову відкрити Око, той відмовляється. Майстер вбиває його, а потім звільняє Грейс від свого контролю, її очі стають нормальними, і потім він змушує її відкрити Око. Поки Майстер починає відбирати у Доктора життєві сили, Грейс вдається приєднати останній ланцюг живлення в кімнаті управління, щоб помістити ТАРДІС у схему затримки часу, запобігаючи знищення Землі. Коли вона повертається назад, аби допомогти Доктору, Майстер вбиває її, але це дає достатньо часу, щоб Доктор звільнився і зіштовхнув Майстра в Око, ймовірно вбивши його. Після цього Око закривається, і час повертається на кілька хвилин до півночі, повертаючи Грейс і Лі до життя.
Коли трійця приходить до тями, світу вже не загрожує небезпека. Лі повертає Доктору його речі, а той у відповідь попереджає Лі, що тому не слід залишатися в Сан-Франциско на наступну новорічну ніч. Потім Доктор пропонує Грейс подорожувати з ним у ТАРДІС, але вона ввічливо відмовляється і теж йде. Доктор повертається в ТАРДІС і вирушає у нову пригоду.

## Цікаві факти
- Пол МакГанн повторно зіграв роль Восьмого Доктора у міні-епізоді «Ніч Доктора» у 2013 році. Саме в цьому епізоді глядачі нарешті дізнались про його регенерацію[3].
- Ерік Робертс повторив роль Майстра у багатьох аудіовиставах Big Finish: 5 сезон «The Diary of River Song»[4], 4 том «Doctor Who: Ravenous»[5], а також у спецвипуску «Masterful», присвяченому 50-річчю першої появи Майстра у «Terror of the Autons» ще в 1971 році[6].
- Йі Джи Цо повернувся в 2002 році, щоб зіграти роль майора Джела Бранта в аудіодрамі про Сьомого Доктора «Excelis Decays», і роль Доктора Ріса Годдарда у вебтрансляції «Real Time»[7] про Шостого Доктора.
- Дафні Ешбрук повернулась до ролі Грейс Холлоуей у 2004 році в аудіодрамі «The Next Life».

## Виробництво
| Номер Серії | Назва      | Режисер      | Сценарист      | Дата виходу в ефір                                                            | Код виробництва    | Кількість глядачів у Великій Британії (млн) | Відсоток оцінок глядачів (%) |
| ----------- | ---------- | ------------ | -------------- | ----------------------------------------------------------------------------- | ------------------ | ------------------------------------------- | ---------------------------- |
| 156         | Доктор Хто | Джеффрі Сакс | Метью Джейкобс | 12 травня 1996 (Канада) 14 травня 1996 (США) 27 травня 1996 (Велика Британія) | Телевізійний фільм | 9.08                                        | 75                           |

### Підготовка до виробництва
Продюсер Філіп Сігал декілька років намагався запустити новий американський серіал про Доктора Хто, але Fox Network, єдина телевізійна мережа, яка проявила інтерес до проєкту, погоджувалась на створення лише одного телефільму. Була надія, що у випадку успіху телефільму Fox вдасться переконати переглянути питання про створення серіалу; однак рейтинг фільму в США був недостатньо високим, щоб зацікавити Fox.
Бюджет виробництва фільму (як зазначено  в книзі «Доктор Хто: Регенерація») становив 5 мільйонів доларів США, при цьому компанія Fox Network витратила 2,5 мільйони доларів, BBC Television – 300 000 доларів, а решта 2,2 мільйони доларів розподілили між BBC Worldwide та Universal Television.

### Кастинг
Кастинг проходив у березні 1994 року; серед акторів, які прослуховувались на роль, були Ліам Каннінгем, Марк МакГанн, Роберт Ліндсей, Тім МакІннерні, Натаніель Паркер, Пітер Вудворд, Джон Сешнс, Ентоні Гед і Тоні Слеттері. Пола МакГанна вперше розглядали приблизно під час цих прослуховувань, але офіційно актор прослуховувався на цю роль пізніше.
Серед акторів, які були запрошені на прослуховування на роль Доктора, але відмовилися від цієї можливості, були Крістофер Екклстон і Пітер Капальді. Пізніше Екклстон і Капальді зіграли Дев’яте та Дванадцяте втілення Доктора відповідно у серіалі «Доктор Хто», що відновився у 2005 році.
З тих акторів, які спочатку прослуховувались на роль Доктора, декількох запросили знятися в серіалі, що відновився у 2005 році:
- Ентоні Гед зіграв містера Фінча в епізоді  «Шкільна зустріч» у 2 сезоні.
- Тім МакІннерні зіграв Клайнмена Халпена в епізоді «Планета Удів» у 4 сезоні.
- Ліам Каннінгем зіграв капітана Жукова в епізоді «Cold War» у 7 сезоні.
- Джон Сешнс став голосом комп’ютера-вбивці GUS в епізоді «Мумія на Східному Експресі» у 8 сезоні.

### Виробництво
Фільм був знятий на 35-мм плівку у Ванкувері, Британська Колумбія, вперше історію про Доктора Хто знімали в Північній Америці.
У 2005 році в епізоді Doctor Who Confidential «Weird Science» та в коментарі на DVD Сильвестр Маккой розповідає, що під час сцени, в якій Доктор замикає гріб за допомогою звукової викрутки, він тримав інструмент неправильно (хоча в оригінальному серіалі його використовують в обох напрямках). Під час монтажу звукову викрутку прибрали, щоб приховати помилку.

### Пост-продакшн
Сцена перед початковими титрами зазнала ряд модифікацій із записом кількох різних закадрових голосів. На одному з етапів за кадром повинен був говорити старий Майстер, якого зіграв Гордон Тіппл; зрештою це не було використано. Тіппл все ще вважається «Старим Майстром», хоча в остаточному варіанті його поява досить коротка, нерухома та німа. Якби оригінальні початкові титри були використані за кадром, було б незрозуміло, яке втілення Доктора зображує у фільмі Сильвестр Маккой (оскільки він названий лише «Старим Доктором»). Лише переписана оповідь (у виконанні Пола МакГанна) пояснює кількість регенерацій Доктора. Сцена польоту ТАРДІС крізь часовий вихор на короткий час була повторно використана на початку фільму «Доктор Хто та Прокляття фатальної смерті».
Замість того, щоб створити новий логотип «Доктора Хто» для цього фільму, було вирішено використовувати модифіковану версію логотипу, який використовувався під час епохи Джона Пертві в оригінальному серіалі (за винятком останнього сезону). Цей логотип, який став останнім, що використовувався в «офіційних» передачах «Доктора Хто» до відродження у 2005 році, до 2018 року BBC використовували для більшості товарів, пов’язаних з першими вісьмома Докторами. У 2018 році було докладено багато зусиль, щоб зробити атрибутику серіалу більш одноманітною, і тому більшість товарів почали використовувати логотип, розроблений для Джоді Віттакер у ролі Тринадцятого Доктора.
Джону Дебні було доручено написати партитуру для цього фільму, і він мав намір замінити оригінальну тему Рона Грейнера новою композицією. Зрештою, Дебні використав аранжування музики Грейнера для теми,  хоча самого  Грейнера в титри не додали.

## Трансляція та реакції
Фільм дебютував на телеканалі CITV-TV в Едмонтоні, Альберта, 12 травня 1996 року, за два дні до виходу в ефір на каналі Fox Network.
У рекламних роликах фільму на каналі Fox Network використані кадри зі спецефектами з історії 1986 року «The Trial of a Time Lord», хоча ці кадри у фільмі не використовувалися. Вперше кадри з оригінального серіалу BBC були показані на великому американському телеканалі. У рекламі також використано інше аранжування музичної теми «Доктора Хто», ніж те, що звучить у фільмі.
Фільм отримав невтішні рейтинги в США. Його переглянули 5,6 мільйонів глядачів, що становить 9% аудиторії. Однак, після показу фільму на BBC One у Великій Британії в понеділок, 27 травня о 20:30, через тринадцять днів після показу в США, фільм зібрав понад 9 мільйонів глядачів лише у Великій Британії. Він отримав 75% оцінок глядачів.
Морін Патон у Daily Express високо оцінила фільм: «Нарешті в нас є дорослий високотехнологічний Доктор Хто з обличчям Пола МакГанна… лише низькотехнологічний луддит пропустив би милий дилетантизм старого формату серіалу… творці були б божевільними, якби не обрали варіант серіалу». Метью Бонд із The Times, навпаки, заявив: «Якщо серіал повернеться, йому знадобляться сильніші сценарії, ніж ця спрощена пропозиція, яка насилу заповнила вісімдесят п’ять хвилин і трохи потрудилась у пошуках дотепності». У листах на сторінках The Radio Times думки глядачів не збігаються щодо фільму. Обговорюючи фільм, письменник Гері Гіллатт розкритикував його за «забагато непотрібних посилань» на передісторію шоу. Гіллатт додав, що «хоча телефільм дуже захоплюючий, стильно зрежисований та чудово зіграний, можливо, він занадто старався бути тим, чим «Доктор Хто» був колись, замість того, щоб демонструвати, яким він може бути в майбутньому».

### Нагороди
Фільм Доктор Хто у 1996 році виграв кінопремію «Сатурн» у номінації «Найкраща телепостановка».

## Комерційні випуски

### Домашнє медіа
Фільм планувалося випустити на домашньому відео у Великій Британії за кілька тижнів до ефіру, щоб використати інтерес до повернення серіалу. Однак Британська рада з класифікації фільмів вимагала, щоб відеореліз містив ті ж хвилинні вирізки, що й версія фільму для показу, тому випуск відклали на тиждень до його дебюту на BBC. Сотні шанувальників опівночі стояли в черзі в Лондоні, щоб якомога раніше придбати примірник, однак на загальні продажі вплинула неминуча трансляція.
Випуск фільму на Laserdisc виключно в Гонконзі випустила компанія Universal у 1997 році.
Невідредагована версія була випущена на DVD у Великій Британії у 2001 році під назвою «Доктор Хто: Фільм» і була повторно випущена в 2007 році обмеженим тиражем з альтернативною обкладинкою (але без змін у змісті) як частина серії перевидання класичного серіалу, спрямованого на залучення шанувальників відновленого серіалу до старого шоу.
Обидві відредагована та невідредагована версії також були випущені в таких країнах, як Австралія та Нова Зеландія.
Бокс-сет DVD 2010 року Revisitations містить фільм з новими, оновленими елементами DVD Special Edition. Він містить новий коментар з Полом МакГанном та Сильвестром Маккоєм, документальний фільм про період між скасуванням серіалу у 1989 році та фільмом, документальний фільм про 7 років, які знадобилися для створення фільму, документальний фільм про пригоди 8-го Доктора в коміксах, документальний фільм про реакції ЗМІ на 8-го Доктора, а також усі оригінальні елементи включно з коментарем з Джеффрі Саксом.
Через складні проблеми з ліцензуванням у Північній Америці не відбулося жодного випуску фільму на VHS, а також протягом більш ніж 10 років не було випущено жодного DVD-релізу. Врешті, 25 серпня 2010 року Ден Холл з 2entertain підтвердив, що оновлена версія 2010 року буде випущена в Північній Америці десь протягом наступних дванадцяти місяців після тривалих переговорів з Universal Studios. Через два місяці було оголошено, що 8 лютого 2011 року вийде 2-дисковий фільм  «Доктор Хто: Фільм – Special Edition».
19 вересня 2016 року фільм був випущений у вигляді 2-дискового Blu-ray комплекту. Кадри не були відскановані повторно з оригінальних негативів. Натомість фільм перезняли у форматі 1080/50і, який постраждав від тієї ж проблеми прискорення PAL, що й попередні домашні медіа-релізи.

### Випуск саундтреку
Музика з фільму містилась лише в промо-альбомі саундтреків, виданому композитором Джоном Дебні. Додаткову музику внесли Джон Спонслер та Луї Фебр. Незважаючи на те, що автор теми «Доктор Хто» Рон Грейнер не отримав екранного кредиту за свою композицію в телевізійному фільмі, на обкладинці компакт-диску нарешті з’явився відповідний кредит. Уся партитура була видана з раніше невиданими композиціями як восьмий диск з одинадцяти дисків «Doctor Who: The 50th Anniversary Collection» 29 вересня 2014 року.

### У друку
Телефільм був новелізований Гері Расселлом і опублікований BBC Books 15 травня 1996 року. Це була перша новелізація телевізійної історії про Доктора Хто, не опублікована видавництвом Target Books після «Doctor Who and the Crusaders» у 1966 році.
Взявши за основу ранній варіант сценарію, Расселл відкоригував деякі деталі, щоб зробити його більш узгодженим з оригінальним серіалом. Окрім цього, новела містить елементи, що були вирізані зі сценарію з міркувань часу.
Новела також була опублікована як аудіокнига 2 червня 1997 року, у виконанні Пола МакГанна. Пізніше цей запис було включено до MP3 CD Tales from the TARDIS Volume Two у 2004 році. Переглянуте видання Target Books під назвою  The TV Movie було опубліковано у м’якій обкладинці 11 березня 2021 року.